# Andrés Oliva
Andrés Oliva Sanchez (Ocaña, 7 december 1948 – aldaar, 5 juli 2023) was een Spaans wielrenner.

## Carrière
Hij won driemaal het bergklassement in de Ronde van Spanje (1975, 1976 en 1978) en tweemaal het bergklassement in de Ronde van Italië (1975 en 1976). Het merkwaardige bij zijn overwinning van het bergklassement in 1975 in de Giro is dat hij exact evenveel punten bij elkaar had gefietst als zijn landgenoot Francisco Galdós. Beide renners hadden 300 punten en zodoende werd de prijs voor de 'bergkoning' in 1975 gedeeld. 

## Belangrijkste overwinningen
1969
- Eindklassement Ronde van Asturië

1970
- Ronde van Cantabrië

1971
- 2e etappe Ronde van Cantabrië
- 1e etappe (deel A) Ronde van de mijnvalleien
- 5e etappe (deel A) Ronde van Portugal
- 2e etappe Ronde van Mallorca
- Eindklassement Ronde van Mallorca

1974
- Klasika Primavera

1975
- Bergklassement Ronde van Spanje
- Bergklassement Ronde van Italië
- 7e etappe Ronde van Zwitserland
- 1e etappe Ronde van Cantabrië

1976
- Bergklassement Ronde van Spanje
- Bergklassement Ronde van Italië

1978
- Bergklassement Ronde van Spanje
- 4e etappe Ronde van Aragon

1979
- Clasica de Sabiñánigo

## Resultaten in voornaamste wedstrijden
| Jaar | Ronde van Italië | Ronde van Frankrijk | Ronde van Spanje |
| ---- | ---------------- | ------------------- | ---------------- |
| 1971 |                  |                     | 22e              |
| 1972 |                  |                     | 11e              |
| 1973 |                  |                     | 32e              |
| 1974 |                  | 19e                 | opgave           |
| 1975 | 14e              |                     | 15e              |
| 1976 | 21e              |                     | 13e              |
| 1977 |                  |                     | 17e              |
| 1978 |                  | 39e                 | 11e              |
| 1979 |                  | 83e                 |                  |
| 1980 |                  | buiten tijd         | opgave           |

| Jaar |  | WK op de weg |
| ---- |  | ------------ |
| 1971 |  | 48e          |
| 1972 |  | opgave       |
| 1973 |  |              |
| 1974 |  | 9e           |
| 1975 |  | 12e          |
| 1976 |  |              |
| 1977 |  | 29e          |
| 1978 |  | opgave       |
| 1979 |  |              |
| 1980 |  |              |

Wielerploegen van Andrés Oliva
Albisu ·
Alfonsel ·
Bernard ·
Cabrero ·
Cedena ·
Elorriaga ·
Esparza · 
Fernández · 
García · 
Gutiérrez · 
Kraft ·
Larrinaga ·
Lasa ·
Leuenberger · 
Martínez ·
Martins ·
Mayoz ·
Melero ·
Menéndez · 
Oliva ·
Pérez ·
Pomar ·
Torres ·
Vilardebó
Cedena ·
Dejonckheere ·
Esparza · 
Fernández ·
García · 
González ·
Antoine Gutierrez ·
Miguel Gutiérrez · 
Kraft ·
López ·
Oliva ·
Perurena · 
Pesarrodona ·
Pomar ·
Rodríguez ·
Sanders ·
Tinchella ·
Viejo
Albelda · 
Belda ·
Casas ·
Fernández ·
Fortia ·
Galdos ·
Giner ·
Guzmán · 
Muñoz ·
Oliva · 
Pujol ·
Torres ·
Verdu ·
Yañez